# پابلو هرناندز
پابلو هرناندز (اسپانیایی: Pablo Hernández‎؛ زادهٔ ۲۴ اکتبر ۱۹۸۶) یک بازیکن فوتبال اهل آرژانتین-شیلی است.
او در سومین بازی خود برای سلتاویگو مقابل اتلتیکو مادرید با زدن یک گل بسیار زیبا مورد توجه رسانه‌های مختلف جهان قرار گرفت.

## تیم ملی
وی همچنین در تیم ملی فوتبال شیلی بازی کرده است.